# José Ramón Rodil y Campillo
José Ramón Rodil y Campillo (Santa María de Trobo, Lugo, 5 de Fevereiro de 1789 — Madrid, 20 de Fevereiro de 1853) foi um militar e político espanhol, que ficou conhecido na história portuguesa por comandar as forças militares espanholas que ao abrigo da Quádrupla Aliança entraram em Portugal em 1834 para apoiar a facção liberal na Guerra Civil Portuguesa (1828-1834).

## Biografia
Depois de participar na Guerra Peninsular, seguiu a sua carreira de militar, e foi colocado no Peru em 1817. Ali foi governador de El Callao, tendo-se distinguido por não ter aceite a capitulação espanhola, defendendo vigorosamente a cidade durante o assédio de que foi alvo pelas forças independentistas entre Outubro de 1824 e Janeiro de 1826. Voltou a Espanha, colocando-se ao serviço de Isabel II.
Em 1834 entrou em Portugal ao comando de uma força de 15 000 homens, com o fim de expulsar daquele país o infante D. Carlos de Borbón, pretendente ao trono espanhol pelo partido absolutista. Em Junho daquele ano recebeu o comando do Exército do Norte, que manteve apenas por alguns meses.
Foi Ministro da Guerra no governo de Juan Álvarez Mendizábal e de José María Calatrava no ano 1836. Durante a regência de Baldomero Espartero foi presidente do Conselho de Ministros, desde 1842 a 1843, cargo do que foi obrigado a demitir-se.
Posteriormente foi vice-rei de Navarra tendo exerceu o vice-reinado de Navarra apenas em 1834. Antes dele o cargo tinha sido exercido por Francisco Espoz e Mina. Foi também capitão-general de diversas outras regiões. Também foi visconde de Trobo, título criado a favor de seu avó, Ramón Rodil y Campillo.
Casou com Gracia Medinaceli-Borbón, de quem teve como única filha Rita Rodil Medinaceli-Borbón, herdeira do viscondado de Trobo e do marquesado de Rodil, que casou com Joaquín Aguirre Echagüe, marquês de Parabere.
Foi grão-mestre da Maçonaria espanhola de 1837 a 1851.

## Obras publicadas
- Manifiesto y causa del Teniente Jeneral Marqués de Rodil. Documentos importantes a la época contemporánea, publicados pelo autor, Madrid, 1838.
- Memoria del sitio del Callao, editado em Madrid, em 1955, pela Escuela de Estudios Hispanoamericanos.